# 六角堂 (旭川市)
六角堂（ろっかくどう）は、北海道旭川市中原悌二郎記念旭川市彫刻美術館の敷地内にある歴史的建造物。

## 概要
元々は、旭川市4条通12丁目にあった旧竹村病院の玄関を飾っていた塔屋部分。本屋解体により，旧旭川偕行社（現：中原悌二郎記念旭川市彫刻美術館）の隣に移築される。現在は、中原悌二郎記念旭川市彫刻美術館と井上靖記念館との間に挟まれるように立地している。